# Ameropa-Reisen
Die Ameropa-Reisen GmbH ist ein deutscher Reiseveranstalter mit Sitz in Bad Homburg vor der Höhe, die sich vor allem auf Kurzreisen in Deutschland und seinen Nachbarländern, auf Bahnreisen sowie auf Club-Spezialreisen spezialisiert hat. Sie war eine hundertprozentige Tochter der DB Fernverkehr AG. Der Name ist ein Kunstwort, das sich aus den Begriffen Amerika und Europa zusammensetzt.

## Geschichte
Ameropa wurde am 1. November 1951 in Frankfurt am Main als Reiseveranstalterin ausschließlich für Gäste aus AMErika nach EuROPA gegründet. Wichtigste Zielgruppe waren die Angehörigen der US-Streitkräfte in Deutschland sowie die zunehmende Zahl der Touristen aus den USA.
Mit dem langsam einsetzenden Wirtschaftswunder begann auch die inländische Nachfrage nach Urlaubsreisen zu wachsen. 1953 erweiterte daher Ameropa seinen Katalog um Ziele in den klassischen Urlaubsregionen Deutschlands, Österreichs, der Schweiz und Italiens und öffnete diese für die Bundesbürger. Für diese Urlaubsziele verfolgt Ameropa das Konzept der Pauschalreise mit exklusiv vermarkteten touristischen Sonderzügen mit Liege- und Schlafwagen.
Diese Spezialisierung auf Bahnreisen ließ die Ameropa zu einer idealen Ergänzung für die damalige Deutsche Bundesbahn werden. 1973 übernahm die Deutsche Verkehrs-Kredit-Bank AG, die heutige DVB Bank AG, alle Geschäftsanteile und vermarktete die Reiseangebote konsequent in den bundesbahneigenen Reisebüros des Deutschen Reisebüros (DER), des amtlichen bayerischen Reisebüros und des Reisebüro Rominger GmbH – Württembergisches Reisebüro sowie in den späteren ReiseZentren.
Mit der Gründung der Deutschen Bahn AG gingen die Geschäftsanteile von der hundertprozentigen Tochter der Deutschen Bundesbahn auf die neue Konzernmutter über. 2001 sicherte sich die Ameropa die Marke Frantour für den bundesdeutschen Markt, die sich als Paris- und Frankreichspezialist positioniert hatte. Schließlich weitete sie 2003 den Vertrieb auf Österreich aus. Am 23. Januar 2020 wurde bekannt, dass die DB Fernverkehr Ameropa an die Private-Equity-Gesellschaft Liberta Partners Opportunities GmbH verkauft hat (sog. Leveraged Buy-out); der Gesellschafterwechsel sollte am 3. Februar 2020 vollzogen werden.

## Portfolio
Die Ameropa-Reisen GmbH ist ein Reiseveranstalter mit Fokus auf Städtereisen in Deutschland und Europa sowie auf Bahn-Erlebnisreisen weltweit.
Hotelübernachtungen können bei Ameropa-Reisen mit verschiedenen weiteren Leistungen kombiniert werden. So ist es beispielsweise möglich, zu einer Städtereise die Hin- und Rückfahrt mit der Deutschen Bahn hinzu zu buchen sowie verschiedene Zusatzleistungen vor Ort in Anspruch zu nehmen.
Diese weiteren Zusatzleistungen sind z. B. Musicals und Shows, Museumsbesuche, verschiedene Wellnessanwendungen, Weinverkostungen oder Eintrittskarten für Events.
Zudem bietet der Reiseveranstalter Bahn-Erlebnisreisen in Europa, Asien, Afrika und Amerika an. Diese Reisen werden entweder als Pakete verkauft oder bestehen aus Reisebausteinen, die selbst zusammengestellt werden können.
Weitere auf der Website des Unternehmens präsentierte Programmschwerpunkte sind Gruppenreisen ab einer Gruppengröße von 15 Personen sowie Last Minute-Angebote.

## Nachhaltigkeit
Als ehemaliges Tochterunternehmen der DB Fernverkehr bietet die Ameropa-Reisen GmbH bei Angeboten mit Bahnanreise eine umweltfreundliche Anreisealternative an. Außerdem ist das Unternehmen Waldaktionär und bietet mit „Fahrtziel Natur“ nachhaltiges Reisen an.